# Exposición Aragonesa de 1885

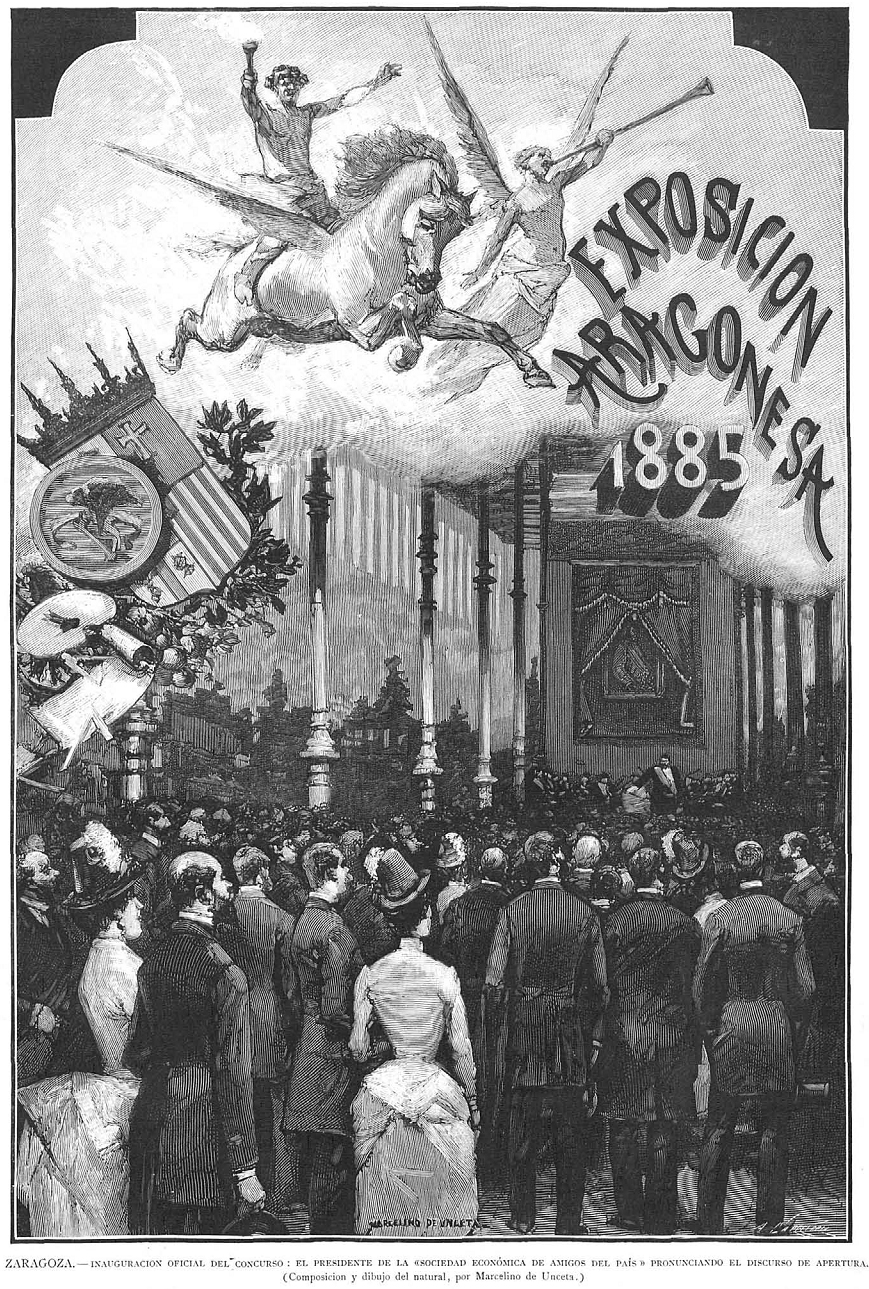
Inauguración oficial, el presidente de la «Sociedad Económica de Amigos del País» pronunciando el discurso de apertura, dibujo de Marcelino de Unceta en La Ilustración Española y Americana.

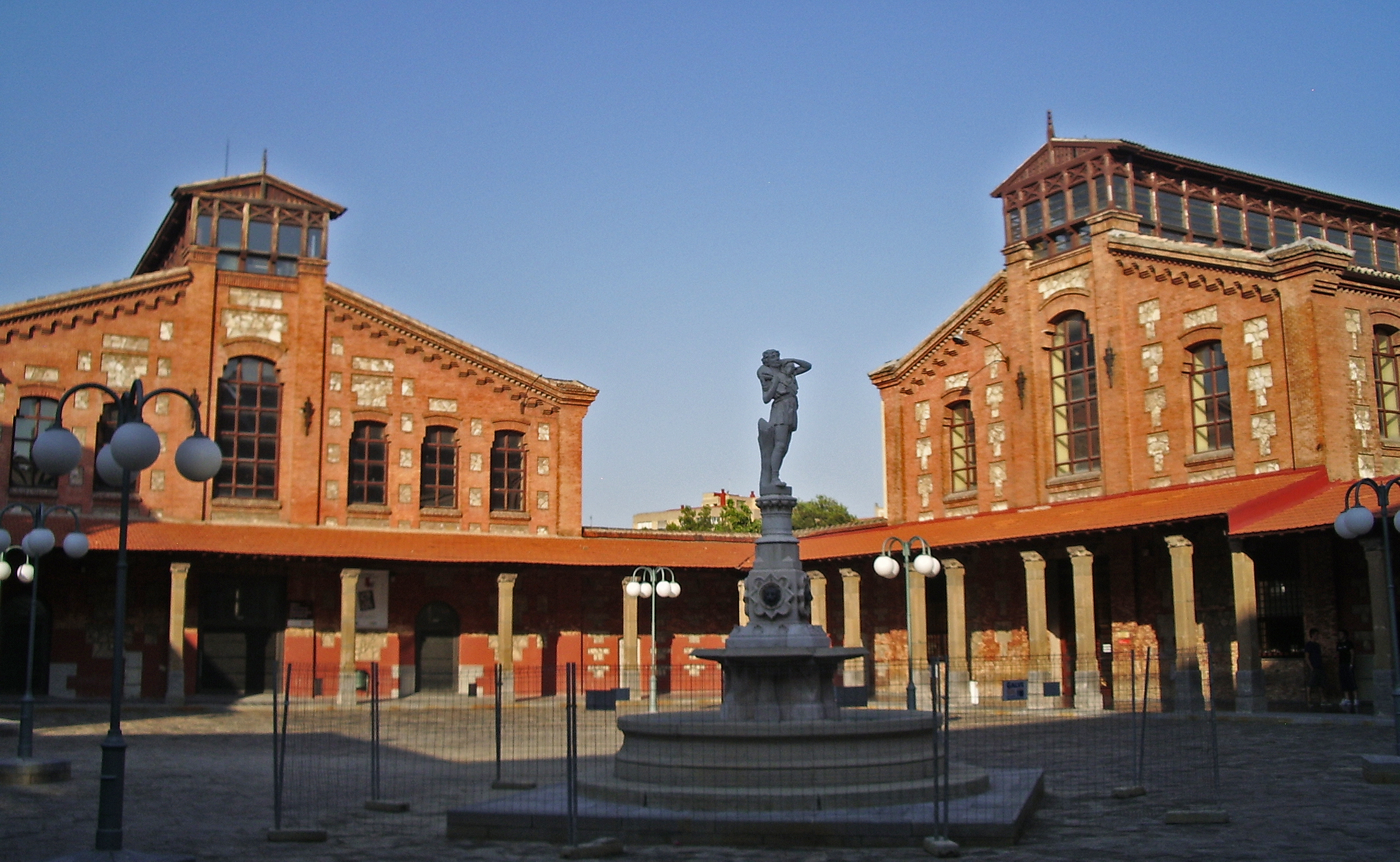
Centro cívico «Salvador Allende» de Zaragoza. Antigua sede de la Exposición Aragonesa de 1885, y posteriormente Matadero Municipal de Zaragoza de 1885 a los años 1970.

La Exposición Aragonesa de 1885 fue una exposición regional que tuvo lugar en Zaragoza y se desarrolló en dos fechas: la primera inaugurada el 20 de octubre de 1885 y una segunda inauguración en septiembre de 1886.

## Historia
La primera vez que se propuso la creación de una nueva exposición en Zaragoza fue en 1879, cuando la Real Sociedad Económica Aragonesa de Amigos del País crea una junta directiva con este fin, presidida por Desiderio de la Escosura.
La apertura estaba prevista para el 1 de septiembre pero tuvo que retrasarse hasta el 20 de octubre debido a una fuerte epidemia de cólera que azotó principalmente a las provincias de Zaragoza y Teruel.

## El recinto
El recinto que se utilizó para la exposición fue el que luego desempeñó la función de Matadero Municipal, que construyó por iniciativa del ayuntamiento el arquitecto zaragozano Ricardo Magdalena. Este gran edificio se situó a 800 metros de la ciudad en la carretera del Bajo Aragón, con una extensión de más de 25 000 m², en la actual calle de Miguel Servet.